# Setodes pallidus
Setodes pallidus is een schietmot uit de familie Leptoceridae. De soort komt voor in het Afrotropisch gebied.